# Economía de Martinica
La economía de Martinica se basa principalmente en el sector servicios. La agricultura representa aproximadamente el 6% del PIB de Martinica y el pequeño sector industrial el 11%. La producción de azúcar ha disminuido y la mayor parte de la caña de azúcar se utiliza ahora para la producción de ron. Las exportaciones de banano están aumentando, y se dirigen principalmente a Francia. La mayor parte de las necesidades de carne, verduras y cereales debe importarse, lo que contribuye a un déficit comercial crónico que requiere grandes transferencias anuales de ayuda desde Francia. El turismo se ha vuelto más importante que las exportaciones agrícolas como fuente de divisas. La mayoría de la fuerza laboral está empleada en el sector de servicios y en la administración.